# だけど会いたい
「だけど会いたい」（だけどあいたい）は、Bitter & Sweetの6枚目のシングル。2020年11月11日にアップフロントワークス（PICCOLO TOWNレーベル）から発売された。

## 収録曲
1. だけど会いたい
作詞・作曲：玉城千春、編曲：岩田雅之
2. 新芽
作詞：miwaflower、作曲：miwaflower/Toshiya Hosokawa、編曲：Toshiya Hosokawa
3. だけど会いたい（Instrumental）
4. 新芽（Instrumental）

## タイアップ
- だけど会いたい - TBSテレビ（関東ローカル）『ふるさとの未来』2020年11月度（第27回 - 第30回）エンディングテーマ